# ويل بروك
ويل بروك (بالإنجليزية: Will Brooke)‏ هو شخصية أعمال ومحامي أمريكي، ولد في 5 أبريل 1957 في برمنغهام في الولايات المتحدة.